# Знаменская ремонтная база
Знаменская ремонтная база (укр. Знам'янська ремонтна база, в/ч А1201) — государственное предприятие военно-промышленного комплекса Украины, которое осуществляет хранение, ремонт и техническое обслуживание ракетно-артиллерийских боеприпасов.
Относится к категории охраняемых объектов повышенной взрывоопасности.

## История
Артиллерийский склад, обеспечивающий потребности действующей армии, был создан 19 февраля 1942 года под Сталинградом.
С 1944 года склад находится на месте постоянной дислокации в Кировоградской области.
После провозглашения независимости Украины 62-й арсенал министерства обороны СССР был передан в ведение министерства обороны Украины.
В 1998, 1999, 2000 и 2001 гг. арсенал был освобождён от уплаты земельного налога (в это время размер земельного участка арсенала составлял 799,8 га).
В 2007 году 62-й арсенал Южного оперативного командования сухопутных войск Украины являлся одним из крупнейших объектов хранения боеприпасов вооружённых сил Украины, на почти 800 га его территории хранилось свыше 74 тыс. тонн боеприпасов
По состоянию на начало 2008 года, предприятие имело возможность:
- производить ремонтные и регламентные работы ракет 9М79, 9М79М, 9М79-1 класса "земля-земля" тактического ракетного комплекса "Точка"; противотанковых управляемых ракет; гранатомётных выстрелов к гранатомётам РПГ-7 и СПГ-9, их комплектующих и ЗИП[2]
- выполнять утилизацию боеприпасов: турбореактивных снарядов к реактивным системам залпового огня БМ-21 и БМ-24[2]
- оказывать услуги военно-технического назначения: выполнять работы по ремонту, регламентному обслуживанию и утилизации боеприпасов по месту нахождения заказчиков[2]

По состоянию на начало июля 2009 года арсенал являлся одним из трёх крупнейших складов боеприпасов в центральной части Украины, занимал площадь свыше 520 га и имел возможность разместить на своей территории примерно 95 тысяч тонн различных боеприпасов. С 3 июля 2009 года в соответствии с распоряжением министерства обороны Украины в 62-й арсенал начали перемещать боеприпасы из 61-го арсенала Южного оперативного командования сухопутных войск Украины, расположенного вблизи города Лозовая Харьковской области (который начали расформировывать осенью 2008 года), до 7 августа 2009 года было перемещено около 200 тонн боеприпасов, в дальнейшем перемещение боеприпасов было приостановлено.
8 апреля 2019 года было утверждено решение о реконструкции базы.